# Eberhard Schmidt (Ingenieur, 1949)

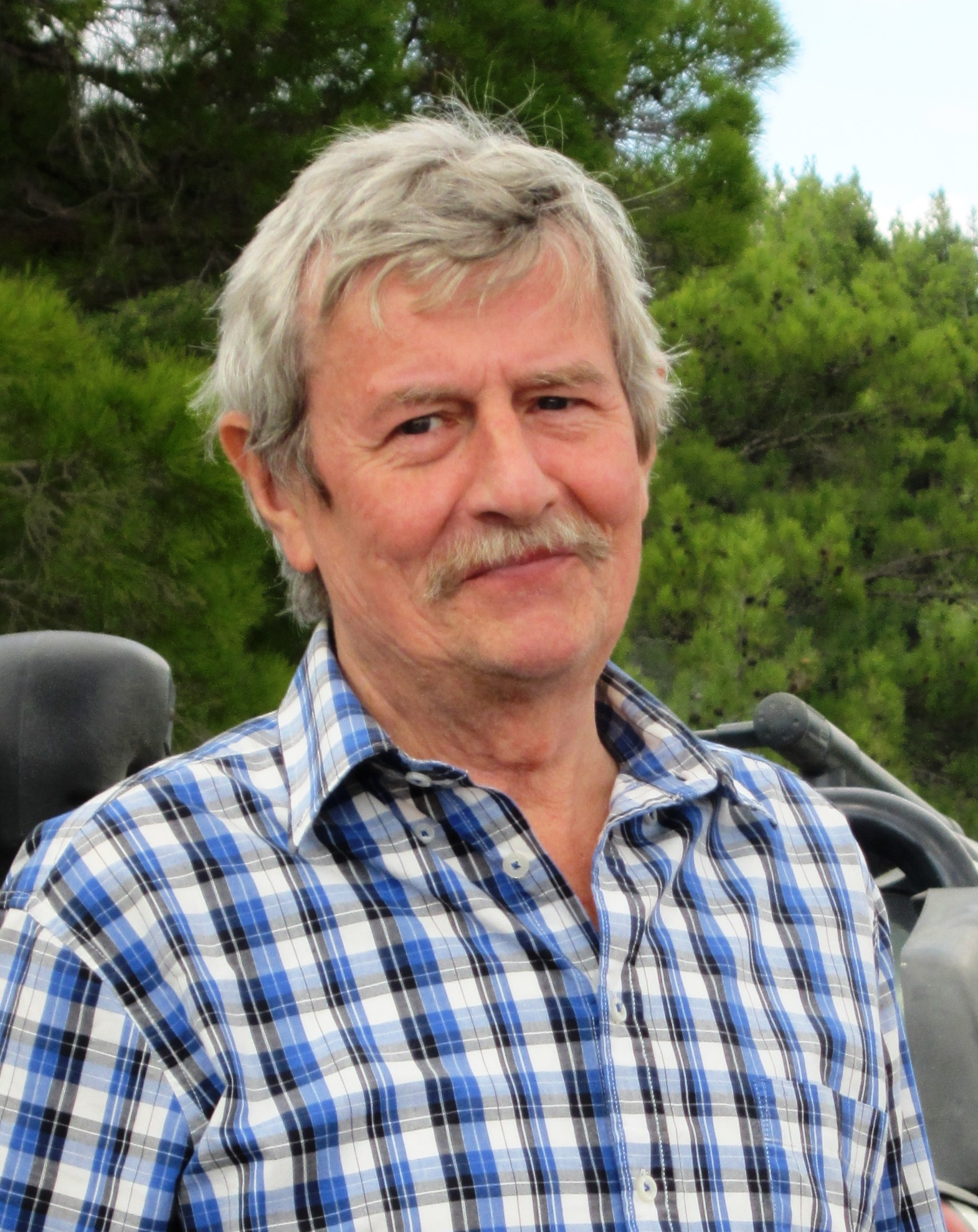
Eberhard Schmidt, 2013

Eberhard Schmidt (* 26. Dezember 1949 in Gützkow) ist ein deutscher Bauingenieur, Hydrologe und Herausgeber.

## Leben
Eberhard Schmidt machte sein Abitur 1968 am Friedrich-Ludwig-Jahn-Gymnasium Greifswald und studierte von 1970 bis 1974 in Dresden Wasserwirtschaft bei Karl-Franz Busch und Ludwig Luckner. Seit 1974 lebt er in Frankfurt (Oder). Als wissenschaftlicher Mitarbeiter von dortigen Ingenieurbüros veröffentlichte Schmidt über hydrologische Fragen im Einzugsgebiet der Oder und über spezielle Themen der elektronischen Datenverarbeitung und Programmierung (rechentechnik/datenverarbeitung, MP Mikroprozessortechnik und Neue Technik im Büro). An der Kammer der Technik hielt er Vorlesungen über Fortran- und Assembler-Programmierung.
Anfang der 1990er-Jahre arbeitete Schmidt in einer Berliner Fachzeitschriften-Redaktion. Seit 1992 war er als Referent im gewässerkundlichen Landesdienst Brandenburgs tätig. Er entwickelte hydrologische Fachsoftware, die in mehreren ostdeutschen Bundesländern eingeführt wurde (z. B. Programm STYX). Seit 2006 war Schmidt auch Leiter der Hochwasserzentrale Frankfurt (Oder) und Mitglied der Gruppe Hydrologie in der bilateralen Grenzgewässerkommission von Polen und Deutschland. Im Jahr 2014 ging er in den beruflichen Ruhestand.
Daneben hat er Briefe und Gedichte von Bertha Balthasar (1814–1890), Theodor Pyl (1826–1904) und Alwine Wuthenow (1820–1908) herausgegeben.

## Ehrungen
- 1997: Oderflut-Medaille des Landes Brandenburg
- 2007: Medaille des IMGW Breslau
- 2013: Hochwasser-Medaille des Landes Brandenburg

## Schriften
- Dybek, Quast, Schmidt: Grundwassersteuerung Oderbruch. Istzustandsanalyse Binnenvorflutsystem mit Stellgliedern. Frankfurt (Oder) 1975.[6]
- Ludwig Luckner, Karl Dybek, Eberhard Schmidt: Programmsystem „GRABEN“ zur digitalen Simulation der Strömungsvorgänge in Fließgewässern. In: wasserwirtschaft wassertechnik. Nr. 10, 1979, ISSN 0043-0986, S. 345–349.
- Eberhard Schmidt, Ludwig Luckner: Kleinrechnerprogramm zur Wasserstandsberechnung und -vorhersage und dessen Erprobung am Oderabschnitt Eisenhüttenstadt-Kietz. In: wasserwirtschaft wassertechnik. Nr. 6, 1983, ISSN 0043-0986, S. 195–202.
- Eberhard Schmidt: Kontinuierliche Kurzfristprognose des Wasserstandes am Oderpegel Eisenhüttenstadt durch ein vereinfachtes hydrologisches Modell. In: Acta Hydrophysica. Nr. 2–3, 1986, ISSN 0065-1338, S. 175–186.
- Frank Sonnenburg, Ansgar Vössing, Barbara Stein, Eberhard Schmidt, Dieter Kahnt, Uwe Drewes, Thomas Prein-Geitner: Eine Zusammenfassung, Auswertung und Bewertung des vorhandenen Datenmateriales über die Oder und ihre deutschen Nebenflüsse. In: Fachbeiträge des Landesumweltamtes Brandenburg. UBA-FB 102 04 389. Potsdam 1993, DNB 945792956.
- Eberhard Schmidt, Barbara Stein, Dieter Kahnt, Matthias Hummel, Klaus Richter: Die Bereitstellung aktueller hydrologischer Daten aus dem Einzugsgebiet der Oder über das Landesumweltinformationssystem. In: Berichte aus der Arbeit des Landesumweltamtes Brandenburg. Nr. 8. Potsdam 1999, DNB 552083038, S. 84–89.
- Stefan Kaden, Katerina Fröhlich, Herbert Büttner, Eberhard Schmidt, Frank Krüger: Grundlagen für die wasserwirtschaftliche Rahmen- und Bewirtschaftungsplanung im Oderbruch. In: Studien und Tagungsberichte des Landesumweltamtes Brandenburg. Nr. 31, 2001, ISSN 0948-0838, DNB 963538217.
- Eberhard Schmidt, Barbara Stein, Matthias Hummel: Entstehung und hydrologischer Verlauf des Hochwassers der Oder im Mai/Juni 2010. In: Hydrologie und Wasserbewirtschaftung. Nr. 5, 2010, ISSN 1439-1783, S. 315–320.
- Eberhard Schmidt: "To Griepswold in de Bökstrat wier't". Lokale Bezüge im Werk von Alwine Wuthenow. In: Bunners, Stellmacher und Grote: Norddeutsche Dichterorte – ihre Spuren in den Werken von Schriftstellern. Hinstorff: Rostock 2015, S. 60–74. ISBN 978-3-356-01920-9
- Eberhard Schmidt: Kosegartens Ring. Der Briefwechsel zwischen Bertha Balthasar und Theodor Pyl in den Jahren 1884 bis 1886. Edition Pommern: Elmenhorst/Vorpommern 2016. ISBN 978-3-939680-34-5